# Cina ai Giochi della XXXI Olimpiade
La Cina ha partecipato ai Giochi della XXXI Olimpiade, che si sono svolti a Rio de Janeiro, Brasile, dal 5 al 21 agosto 2016, con una delegazione di 392 atleti impegnati in 27 discipline. Portabandiera alla cerimonia di apertura è stata la schermitrice Lei Sheng, alla sua terza Olimpiade.
La rappresentativa cinese ha conquistato in tutto 70 medaglie: 26 d'oro, 18 d'argento e 26 di bronzo, che sono valse il terzo posto nel medagliere complessivo. Gli atleti cinesi hanno dominato nel tennistavolo, vincendo tutte le gare in programma, e nei tuffi, con sette ori su otto; sono risultati primi anche nei medaglieri del badminton e del sollevamento pesi.

## Medaglie
| Riepilogo quotidiano | Riepilogo quotidiano | Riepilogo quotidiano | Riepilogo quotidiano | Riepilogo quotidiano | Riepilogo quotidiano | Riepilogo quotidiano |
| -------------------- | -------------------- | -------------------- | -------------------- | -------------------- | -------------------- | -------------------- |
| Giorno               | Data                 |                      |                      |                      | Totale               |                      |
| 1º                   | 5                    | —                    | —                    | —                    | —                    |                      |
| 2º                   | 6                    | 0                    | 2                    | 3                    | 5                    |                      |
| 3º                   | 7                    | 3                    | 0                    | 0                    | 3                    |                      |
| 4º                   | 8                    | 2                    | 1                    | 2                    | 5                    |                      |
| 5º                   | 9                    | 3                    | 0                    | 1                    | 4                    |                      |
| 6º                   | 10                   | 2                    | 2                    | 2                    | 6                    |                      |
| 7º                   | 11                   | 1                    | 3                    | 3                    | 7                    |                      |
| 8º                   | 12                   | 2                    | 2                    | 3                    | 8                    |                      |
| 9º                   | 13                   | 0                    | 1                    | 3                    | 4                    |                      |
| 10º                  | 14                   | 2                    | 2                    | 0                    | 4                    |                      |
| 11º                  | 15                   | 0                    | 1                    | 0                    | 1                    |                      |
| 12º                  | 16                   | 2                    | 1                    | 2                    | 5                    |                      |
| 13º                  | 17                   | 2                    | 0                    | 1                    | 3                    |                      |
| 14º                  | 18                   | 1                    | 1                    | 2                    | 4                    |                      |
| 15º                  | 19                   | 2                    | 2                    | 3                    | 7                    |                      |
| 16º                  | 20                   | 4                    | 0                    | 1                    | 5                    |                      |
| Totale               | Totale               | 26                   | 18                   | 26                   | 70                   |                      |

### Medagliere per disciplina
| Sport               | Oro | Argento | Bronzo | Totale |
| ------------------- | --- | ------- | ------ | ------ |
| Tiro                | 1   | 2       | 4      | 7      |
| Tuffi               | 7   | 2       | 1      | 10     |
| Ginnastica          | 0   | 1       | 4      | 5      |
| Tennis Tavolo       | 4   | 2       | 0      | 6      |
| Badminton           | 2   | 0       | 1      | 3      |
| Nuoto               | 1   | 2       | 3      | 6      |
| Sollevamento pesi   | 5   | 2       | 0      | 7      |
| Scherma             | 0   | 1       | 1      | 2      |
| Atletica leggera    | 2   | 2       | 2      | 6      |
| Taekwondo           | 2   | 0       | 0      | 2      |
| Ciclismo            | 1   | 0       | 0      | 1      |
| Pallavolo           | 1   | 0       | 0      | 1      |
| Nuoto sincronizzato | 0   | 2       | 0      | 2      |
| Pugilato            | 0   | 1       | 3      | 4      |
| Vela                | 0   | 1       | 0      | 1      |
| Judo                | 0   | 0       | 2      | 2      |
| Canottaggio         | 0   | 0       | 2      | 2      |
| Lotta               | 0   | 0       | 2      | 2      |
| Golf                | 0   | 0       | 1      | 1      |
| Totale              | 26  | 18      | 26     | 70     |

### Medaglie d'oro
| Medaglia | Nome | Sport             | Evento                                    |
| -------- | --- | ----------------- | ----------------------------------------- |
| Oro      | Mengxue Zhang | Tiro              | Pistola 10 metri aria compressa femminile |
| Oro      | Shi Tingmao Wu Minxia | Tuffi             | Trampolino 3 metri sincro femminile       |
| Oro      | Long Qingquan | Sollevamento pesi | 56 kg maschile                            |
| Oro      | Chen Aisen Lin Yue | Tuffi             | Piattaforma 10 metri sincro maschile      |
| Oro      | Sun Yang | Nuoto             | 200 metri stile libero maschili           |
| Oro      | Deng Wei | Sollevamento pesi | 63 kg femminile                           |
| Oro      | Chen Ruolin Liu Huixia | Tuffi             | Piattaforma 10 metri sincro femminile     |
| Oro      | Shi Zhiyong | Sollevamento pesi | 69 kg maschile                            |
| Oro      | Xiang Yanmei | Sollevamento pesi | 69 kg femminile                           |
| Oro      | Ding Ning | Tennistavolo      | Singolo femminile                         |
| Oro      | Ma Long | Tennistavolo      | Singolo maschile                          |
| Oro      | Wang Zhen | Atletica leggera  | Marcia 20 km maschile                     |
| Oro      | Gong Jinjie Zhong Tianshi | Ciclismo          | Velocità a squadre femminile              |
| Oro      | Shi Tingmao | Tuffi             | Trampolino 3 metri femminile              |
| Oro      | Meng Suping | Sollevamento pesi | +75 kg femminile                          |
| Oro      | Cao Yuan | Tuffi             | Trampolino 3 metri maschile               |
| Oro      | Ding Ning Li Xiaoxia Liu Shiwen                                                                                                 | Tennistavolo      | Squadre femminile                         |
| Oro      | Ma Long Xu Xin Zhang Jike | Tennistavolo      | Squadre maschile                          |
| Oro      | Zhao Shuai | Taekwondo         | 58 kg maschile                            |
| Oro      | Ren Qian | Tuffi             | Piattaforma 10 metri femminile            |
| Oro      | Fu Haifeng Zhang Nan | Badminton         | Doppio maschile                           |
| Oro      | Liu Hong | Atletica leggera  | Marcia 20 km femminile                    |
| Oro      | Chen Long | Badminton         | Singolo maschile                          |
| Oro      | Chen Aisen | Tuffi             | Piattaforma 10 metri maschile             |
| Oro      | Zheng Shuyin | Taekwondo         | +67 kg femminile                          |
| Oro      | Yuan Xinyue Zhu Ting Yang Fangxu Gong Xiangyu Wei Qiuyue Zhang Changning Lin Li Ding Xia Yan Ni Liu Xiaotong Xu Yunli Hui Ruoqi | Pallavolo         | Torneo femminile                          |

### Medaglie d'argento
| Medaglia | Nome                                                                                               | Sport               | Evento                                     |
| -------- | -------------------------------------------------------------------------------------------------- | ------------------- | ------------------------------------------ |
| Argento  | Du Li                                                                                              | Tiro                | Carabina 10 metri aria compressa femminile |
| Argento  | Sun Yang                                                                                           | Nuoto               | 400 metri stile libero maschili            |
| Argento  | Xu Jiayu                                                                                           | Nuoto               | 100 metri dorso maschili                   |
| Argento  | Lü Xiaojun                                                                                         | Sollevamento pesi   | 77 kg maschile                             |
| Argento  | Li Xiaoxia                                                                                         | Tennistavolo        | Singolo femminile                          |
| Argento  | Zhang Binbin                                                                                       | Tiro                | Carabina 50 metri 3 posizioni femminile    |
| Argento  | Hao Jialu Sun Yiwen Sun Yujie Xu Anqi                                                              | Scherma             | Spada a squadre femminile                  |
| Argento  | Zhang Jike                                                                                         | Tennistavolo        | Singolo maschile                           |
| Argento  | Cai Zelin                                                                                          | Atletica leggera    | Marcia 20 km maschile                      |
| Argento  | Tian Tao                                                                                           | Sollevamento pesi   | 85 kg maschile                             |
| Argento  | Dong Dong                                                                                          | Ginnastica          | Trampolino maschile                        |
| Argento  | Chen Peina                                                                                         | Vela                | RS:X femminile                             |
| Argento  | He Zi                                                                                              | Tuffi               | Trampolino 3 metri femminile               |
| Argento  | Zhang Wenxiu                                                                                       | Atletica leggera    | Lancio del martello femminile              |
| Argento  | Huang Xuechen Sun Wenyan                                                                           | Nuoto sincronizzato | Duo                                        |
| Argento  | Si Yajie                                                                                           | Tuffi               | Piattaforma 10 metri femminile             |
| Argento  | Gu Xiao Guo Li Huang Xuechen Li Xiaolu Liang Xinping Sun Wenyan Tang Mengni Yin Chengxin Zeng Zhen | Nuoto sincronizzato | Squadre                                    |
| Argento  | Yin Junhua                                                                                         | Pugilato            | Pesi leggeri femminile                     |

### Medaglie di bronzo
| Medaglia | Nome                                                    | Sport            | Evento                                     |
| -------- | ------------------------------------------------------- | ---------------- | ------------------------------------------ |
| Bronzo   | Yi Siling                                               | Tiro             | Carabina 10 metri aria compressa femminile |
| Bronzo   | Pang Wei                                                | Tiro             | Pistola 10 metri aria compressa maschile   |
| Bronzo   | Sun Yiwen                                               | Scherma          | Spada individuale femminile                |
| Bronzo   | Deng Shudi Lin Chaopan Liu Yang You Hao Zhang Chenglong | Ginnastica       | Concorso a squadre maschile                |
| Bronzo   | Fu Yuanhui                                              | Nuoto            | 100 metri dorso femminili                  |
| Bronzo   | Fan Yilin Mao Yi Shang Chunsong Tan Jiaxin Wang Yan     | Ginnastica       | Concorso a squadre femminile               |
| Bronzo   | Cheng Xunzhao                                           | Judo             | 90 kg maschile                             |
| Bronzo   | Cao Yuan Qin Kai                                        | Tuffi            | Trampolino 3 metri sincro maschile         |
| Bronzo   | Du Li                                                   | Tiro             | Carabina 50 metri 3 posizioni femminile    |
| Bronzo   | Shi Jinglin                                             | Nuoto            | 200 metri rana femminili                   |
| Bronzo   | Wang Shun                                               | Nuoto            | 200 metri misti maschili                   |
| Bronzo   | Huang Wenyi Pan Feihong                                 | Canottaggio      | 2 di coppia pesi leggeri femminile         |
| Bronzo   | Yu Song                                                 | Judo             | +78 kg femminile                           |
| Bronzo   | Li Dan                                                  | Ginnastica       | Trampolino femminile                       |
| Bronzo   | Duan Jingli                                             | Canottaggio      | Singolo femminile                          |
| Bronzo   | Li Yuehong                                              | Tiro             | Pistola 25 metri automatica maschile       |
| Bronzo   | Gao Lei                                                 | Ginnastica       | Trampolino maschile                        |
| Bronzo   | Dong Bin                                                | Atletica leggera | Salto triplo maschile                      |
| Bronzo   | Zhang Nan Zhao Yunlei                                   | Badminton        | Doppio misto                               |
| Bronzo   | Sun Yanan                                               | Lotta            | Libera - 48 kg femminile                   |
| Bronzo   | Ren Cancan                                              | Pugilato         | Pesi mosca femminile                       |
| Bronzo   | Zhang Fengliu                                           | Lotta            | Libera - 75 kg femminile                   |
| Bronzo   | Hu Jianguan                                             | Pugilato         | Pesi mosca maschile                        |
| Bronzo   | Li Qian                                                 | Pugilato         | Pesi medi femminile                        |
| Bronzo   | Lü Xiuzhi                                               | Atletica leggera | Marcia 20 km femminile                     |
| Bronzo   | Feng Shanshan                                           | Golf             | Individuale femminile                      |

### Statistiche
Medaglie per genere
| Genere | Oro | Argento | Bronzo | Totale |
| ------ | --- | ------- | ------ | ------ |
| Donne  | 14  | 11      | 16     | 41     |
| Uomini | 12  | 7       | 9      | 28     |
| Misti  | 0   | 0       | 1      | 1      |

## Atletica
La Cina ha qualificato a Rio i seguenti atleti:
- 100m maschili - 2 atleti (Zhang Peimeng e Su Bingtian)
- Maratona maschile - 2 atleti (Ha Simuhan e Yang Changjia)
- Maratona femminile - 3 atleti (Più di 3 atleti hanno raggiunto lo standard olimpico)
- 3000m siepi femminili - 1 atleta (Li Zhenzhu)
- Lancio del martello femminile - 1 atleta (Liu Tingting)

## Nuoto
| Atleta                                   | Evento                    | Batterie | Batterie   | Semifinali | Semifinali | Finale          | Finale          |
| Atleta                                   | Evento                    | Tempo    | Classifica | Tempo      | Classifica | Tempo           | Classifica      |
| ---------------------------------------- | ------------------------- | -------- | ---------- | ---------- | ---------- | --------------- | --------------- |
| Ye Shiwen                                | 400 m misti               | 4:45,86  | 27ª C      | N.D.       | N.D.       | non qualificata | non qualificata |
| Zhou Min                                 | 400 m misti               | 4:50"38  | 32ª C      | N.D.       | N.D.       | non qualificata | non qualificata |
| Zhu Menghui Sun Meichen Tang Yi Shen Duo | 4×100 m libero            | 3:37"25  | 9ª         | N.D.       | N.D.       | non qualificata | non qualificata |
| Fu Yuanhui                               | 100 metri dorso femminili | 1'00"02  | 9ª C       | 58"95      | 3ª C       | 58"76           | Bronzo          |
| Wang Xueer                               | 100 metri dorso femminili | 1'00"59  | 14ª C      | 1'01"44    | 16ª        | non qualificata | non qualificata |

| Atleta    | Evento      | Batterie | Batterie   | Semifinali      | Semifinali      | Finale          | Finale          |
| Atleta    | Evento      | Tempo    | Classifica | Tempo           | Classifica      | Tempo           | Classifica      |
| --------- | ----------- | -------- | ---------- | --------------- | --------------- | --------------- | --------------- |
| Wang Shun | 400 m misti | 4:14"46  | 10ª        | N.D.            | N.D.            | non qualificato | non qualificato |
| Li Xiang  | 100 m rana  | 59"55    | 11ª C      | 1:00"25         | 13ª             | non qualificato | non qualificato |
| Yan Zibei | 100 m rana  | 1:00"88  | =27ª       | non qualificato | non qualificato | non qualificato | non qualificato |